# Breda A.5
Il Breda A.5 è stato un bombardiere quadrimotore biplano realizzato dalla divisione aeronautica dell'azienda italiana Società Italiana Ernesto Breda negli anni venti e rimasto allo stadio di prototipo.
Era motorizzato con quattro motori SPA 6A a 6 cilindri in linea raffreddati ad acqua dell'azienda italiana Società Piemontese Automobili, motori questi prodotti su licenza da diverse aziende tra cui la stessa Società Italiana Ernesto Breda.

## Utilizzatori
Italia
- Regia Aeronautica (previsto)